# Persone di nome Alessandro/Allenatori di calcio
| Questa pagina contiene informazioni ricavate automaticamente dalle voci biografiche con l'ausilio del template Bio e di un bot. L'aggiornamento è periodico e automatico e ricostruisce completamente la pagina. Se manca una persona in questa lista, sei pregato di non aggiungerla, ma accertati piuttosto che la sua voce biografica contenga il template Bio e che i dati anagrafici siano correttamente compilati. Se il template Bio manca, inseriscilo tu stesso o, in alternativa, metti l'avviso {{tmp\|Bio}} che ne segnala la mancanza. Se i dati riportati sono sbagliati, correggi direttamente la voce biografica; le modifiche saranno visibili in questa lista entro pochi giorni. Per chiarimenti vedi il progetto antroponimi. La lista contiene solo le 56 persone che sono citate nell'enciclopedia e per le quali è stato implementato correttamente il template Bio. Pagina aggiornata al 22 lug 2025. |

Questa è una lista di persone presenti nell'enciclopedia che hanno il nome Alessandro e sono allenatori di calcio.

## A(2)
- Alessandro Abbondanza, allenatore di calcio e ex calciatore italiano (Napoli, n. 1949)
- Alessandro Agostini, allenatore di calcio e ex calciatore italiano (Vinci, n. 1979)

## B(6)
- Alessandro Bastrini, allenatore di calcio e ex calciatore italiano (Domodossola, n. 1987)
- Alessandro Bertoni, allenatore di calcio e ex calciatore italiano (Reggio Emilia, n. 1959)
- Alessandro Bertoni, allenatore di calcio e ex calciatore italiano (Parma, n. 1966)
- Alessandro Bovati, allenatore di calcio e calciatore italiano (Gaggiano, n. 1887 - Milano, † 1953)
- Alessandro Bruno, allenatore di calcio e ex calciatore italiano (Benevento, n. 1983)
- Alessandro Budel, allenatore di calcio e ex calciatore italiano (Milano, n. 1981)

## C(7)
- Alessandro Calori, allenatore di calcio e ex calciatore italiano (Arezzo, n. 1966)
- Alessandro Caparco, allenatore di calcio e ex calciatore italiano (Moncalieri, n. 1983)
- Alessandro Carrozza, allenatore di calcio e ex calciatore italiano (Gallipoli, n. 1982)
- Alessandro Castagna, allenatore di calcio e ex calciatore italiano (Aosta, n. 1966)
- Alessandro Chiodini, allenatore di calcio e ex calciatore italiano (Arezzo, n. 1958)
- Alessandro Conticchio, allenatore di calcio e ex calciatore italiano (Celleno, n. 1974)
- Alessandro Cucciari, allenatore di calcio e ex calciatore italiano (Roma, n. 1969)

## D(4)
- Alessandro Dal Canto, allenatore di calcio e ex calciatore italiano (Castelfranco Veneto, n. 1975)
- Alessandro De Poli, allenatore di calcio e ex calciatore italiano (Treviso, n. 1969)
- Alessandro Del Grosso, allenatore di calcio e ex calciatore italiano (Ardea, n. 1972)
- Alessandro Diamanti, allenatore di calcio e ex calciatore italiano (Prato, n. 1983)

## F(3)
- Alessandro Fabbro, allenatore di calcio e ex calciatore italiano (Cormons, n. 1981)
- Alessandro Faiolhe Amantino, allenatore di calcio e ex calciatore brasiliano (Belo Horizonte, n. 1980)
- Alessandro Frau, allenatore di calcio e ex calciatore italiano (Porto Torres, n. 1977)

## G(2)
- Alessandro Gazzi, allenatore di calcio e ex calciatore italiano (Feltre, n. 1983)
- Alessandro Grandoni, allenatore di calcio e ex calciatore italiano (Terni, n. 1977)

## I(1)
- Alessandro Iannuzzi, allenatore di calcio e ex calciatore italiano (Roma, n. 1975)

## L(2)
- Alessandro Lamonica, allenatore di calcio e ex calciatore italiano (Imperia, n. 1973)
- Alessandro Lazzarini, allenatore di calcio e ex calciatore italiano (Viareggio, n. 1967)

## M(5)
- Alessandro Manetti, allenatore di calcio e ex calciatore italiano (Roma, n. 1972)
- Alessandro Mangiarratti, allenatore di calcio e ex calciatore svizzero (Bellinzona, n. 1978)
- Alessandro Mannini, allenatore di calcio e ex calciatore italiano (Viareggio, n. 1957)
- Alessandro Monticciolo, allenatore di calcio e ex calciatore italiano (Massa Marittima, n. 1976)
- Alessandro Morello, allenatore di calcio e ex calciatore italiano (Lecce, n. 1968)

## N(2)
- Alessandro Nesta, allenatore di calcio e ex calciatore italiano (Roma, n. 1976)
- Alessandro Nista, allenatore di calcio e ex calciatore italiano (Livorno, n. 1965)

## O(1)
- Alessandro Orlando, allenatore di calcio e ex calciatore italiano (Udine, n. 1970)

## P(8)
- Alessandro Pane, allenatore di calcio e ex calciatore italiano (Tripoli, n. 1967)
- Alessandro Parisi, allenatore di calcio e ex calciatore italiano (Palermo, n. 1977)
- Alessandro Pedroni, allenatore di calcio e ex calciatore italiano (Orzinuovi, n. 1971)
- Alessandro Pellicori, allenatore di calcio e ex calciatore italiano (Cosenza, n. 1981)
- Alessandro Pierini, allenatore di calcio e ex calciatore italiano (Viareggio, n. 1973)
- Alessandro Pistone, allenatore di calcio e ex calciatore italiano (Milano, n. 1975)
- Alessandro Porro, allenatore di calcio e ex calciatore italiano (Macerata, n. 1967)
- Alessandro Potenza, allenatore di calcio e ex calciatore italiano (Apricena, n. 1984)

## R(2)
- Alessandro Roccatagliata, allenatore di calcio e ex calciatore italiano (Soncino, n. 1960)
- Alessandro Romano, allenatore di calcio e ex calciatore italiano (Roma, n. 1969)

## S(6)
- Alessandro Sbrizzo, allenatore di calcio e ex calciatore italiano (Napoli, n. 1975)
- Alessandro Scarioni, allenatore di calcio e calciatore italiano (Milano, n. 1889 - Milano, † 1966)
- Alessandro Schienoni, allenatore di calcio e calciatore italiano (Milano, n. 1902 - Milano, † 1969)
- Alessandro Sgrigna, allenatore di calcio e ex calciatore italiano (Roma, n. 1980)
- Alessandro Spugna, allenatore di calcio italiano (Torino, n. 1973)
- Alessandro Sturba, allenatore di calcio e ex calciatore italiano (Roma, n. 1972)

## T(3)
- Alessandro Teodorani, allenatore di calcio e ex calciatore italiano (Cesena, n. 1971)
- Alessandro Toti, allenatore di calcio e ex calciatore italiano (Roma, n. 1966)
- Alessandro Turini, allenatore di calcio e ex calciatore italiano (Busto Arsizio, n. 1950)

## V(1)
- Alessandro Von Mayer, allenatore di calcio e calciatore italiano (Sanremo, n. 1923 - Sanremo, † 2005)

## Z(1)
- Alessandro Zaninelli, allenatore di calcio e ex calciatore italiano (Soave di Porto Mantovano, n. 1959)